# Supertaça Cândido de Oliveira 1999
La Supertaça Cândido de Oliveira 1999 è stata la 21ª edizione di tale competizione. Si è disputata in gara di andata e ritorno tra il 7 agosto e il 15 agosto 1999. Si sono contrapposti il Porto, campione di Portogallo, e il Beira-Mar, vincitore a sorpresa della Taça de Portugal.
Alla fine il trofeo venne conquistato dal Porto per l'undicesima volta, con un complessivo tra andata e ritorno di 5-2. I Dragões bissano così il successo dell'edizione precedente, la Supercoppa 1998 vinta contro lo Sporting Braga.
Il protagonista assoluto di quest'edizione fu il brasiliano Jardel, nominato miglior giocatore dell'incontro di ritorno, gara in cui siglò una doppietta.

## Tabellini

### Andata
| Arbitro: | Coroado (Lisbona) |

|          |           |                              |
| Faye 65’ | Marcatori | 66’ Domingos 73’ Esquerdinha |

| Beira-Mar | Porto |

|               |    |                  |     |          |
|               |    |                  |     |          |
| P             | 1  | Jérôme Palatsi   |     |          |
| D             | 25 | Pedro Ribeiro    |     |          |
| D             | 23 | Vítor Silva      |     |          |
| D             | 3  | Gila             | 33’ |          |
| D             | 4  | Lobão            |     |          |
| D             | 5  | Cristiano Roland |     |          |
| C             | 16 | Paulo Sérgio     |     |          |
| C             | 6  | Fernando Aguiar  |     |          |
| C             | 15 | Fusco ()         |     |          |
| C             | 10 | Óscar            |     |          |
| A             | 26 | Maxwell Konadu   |     |          |
| Sostituti:    |    |                  |     |          |
| C             | 21 | Eduardo          |     | Ingresso |
| A             | 9  | Fary Faye        |     | Ingresso |
| A             | 11 | Rui Dolores      |     | Ingresso |
| Allenatore:   |    |                  |     |          |
| António Sousa |    |                  |     |          |

|                 |    |                   |  |     |
|                 |    |                   |  |     |
| P               | 99 | Vítor Baía        |  |     |
| D               | 7  | Carlos Secretário |  |     |
| D               | 2  | Jorge Costa ()    |  |     |
| D               | 4  | Aloísio           |  |     |
| D               | 30 | Esquerdinha       |  |     |
| C               | 6  | Emílio Peixe      |  | 82’ |
| C               | 11 | Ljubinko Drulović |  |     |
| C               | 8  | Rui Barros        |  | 59’ |
| C               | 10 | Ricardo Sousa     |  | 45’ |
| C               | 21 | Capucho           |  |     |
| A               | 9  | Domingos          |  |     |
| Sostituti:      |    |                   |  |     |
| C               | 14 | Rodolfo           |  | 82’ |
| A               | 15 | Miklós Fehér      |  | 65’ |
| A               | 27 | Romeu             |  | 56’ |
| Allenatore:     |    |                   |  |     |
| Fernando Santos |    |                   |  |     |

### RItorno
| Arbitro: | Rodrigues (Viseu) |

|                                 |           |           |
| Jardel 6’, 81’ Lobão 86’ (aut.) | Marcatori | 28’ Óscar |

| Porto | Beira-Mar |

|                 |    |                       |  |     |
|                 |    |                       |  |     |
| P               | 99 | Vítor Baía            |  |     |
| D               | 7  | Carlos Secretário     |  |     |
| D               | 2  | Jorge Costa ()        |  |     |
| D               | 4  | Aloísio               |  |     |
| D               | 30 | Esquerdinha           |  |     |
| C               | 17 | Alessandro Cambalhota |  | 85’ |
| C               | 6  | Emílio Peixe          |  |     |
| C               | 8  | Carlos Chaínho        |  | 45’ |
| C               | 21 | Capucho               |  |     |
| A               | 9  | Domingos              |  | 45’ |
| A               | 21 | Mário Jardel          |  |     |
| Sostituti:      |    |                       |  |     |
| D               | 3  | Rubens Júnior         |  | 45’ |
| C               | 10 | Ricardo Sousa         |  | 45’ |
| A               | 27 | Romeu                 |  | 85’ |
| Allenatore:     |    |                       |  |     |
| Fernando Santos |    |                       |  |     |

|               |    |                  |     |     |
|               |    |                  |     |     |
| P             | 1  | Jérôme Palatsi   |     |     |
| D             | 25 | Pedro Ribeiro    |     | 79’ |
| D             | 5  | Lobão            |     |     |
| D             | 5  | Cristiano Roland |     |     |
| D             | 23 | Vítor Silva      |     |     |
| C             | 16 | Paulo Sérgio     |     |     |
| C             | 6  | Fernando Aguiar  |     | 87’ |
| C             | 15 | Fusco ()         |     |     |
| C             | 10 | Óscar            |     |     |
| A             | 26 | Maxwell Konadu   | 73’ |     |
| A             | 11 | Rui Dolores      |     |     |
| Sostituti:    |    |                  |     |     |
| D             |    | Pedro Marques    |     | 87’ |
| A             | 8  | João Paulo       |     | 79’ |
| Allenatore:   |    |                  |     |     |
| António Sousa |    |                  |     |     |